# Colegiata de Santa María la Mayor (Caspe)
La colegiata de Santa María la Mayor es un templo católico que se encuentra en la ciudad española de Caspe, capital de la comarca de Bajo Aragón-Caspe, en la provincia de Zaragoza, Aragón.
Situada en la zona más alta del casco urbano, formaba parte de una especie de acrópolis mixta en donde había edificaciones religiosas, civiles y defensivas.
Este conjunto monumental comprendía la iglesia, el castillo del Bailío —residencia de los comendadores— y el convento de la Orden de San Juan.

## Historia
El origen de la colegiata se remonta a la antigua mezquita de la localidad, consagrada tras la reconquista de Caspe en 1169.
Bajo la advocación de Santa María, el templo fue fundado por la Orden Militar del Hospital de Jerusalén, la cual poseía una importante encomienda en la localidad.
Las obras comenzaron en el siglo XIV y concluyeron en el XV.
En 1394, el Gran Maestre Juan Fernández de Heredia consiguió que se elevase al rango de colegiata, momento en el que se amplió por primera vez el crucero y la cabecera.
En 1412, se celebró en ella la misa de proclamación del fallo del Compromiso de Caspe, por el cual se dilucidó la sucesión en la Corona de Aragón tras la muerte sin descendencia Martín I.
Entre 1518 y 1522 se ampliaron de nuevo el crucero y la cabecera.
El templo fue consagrado por el papa electo Adriano VI en 1522.
El 28 de julio de 1908 el atrio de la iglesia fue declarado Monumento Nacional y el 3 de junio de 1931 la colegiata fue también declarada Monumento Nacional.
Durante la Guerra Civil, la colegiata sufrió un incendio provocado por milicianos republicanos que ocasionó la destrucción de los retablos y de los dos soberbios sepulcros góticos que contenía, el del gran maestre Juan Fernández de Heredia y el de Martín García Puyazuelo, obispo de Barcelona nacido en Caspe. Las posteriores intervenciones en torno a 1944 alteraron las cubiertas: las laterales son planas y realizadas con losa de piedra, mientras que las de la nave central aparecen inclinadas, a dos aguas y con teja. Entre 1991 y 2003 se llevaron a cabo trabajos de restauración que afectaron a gran parte de la iglesia y también se realizan obras de adecuación del entorno del templo.
Recientemente se ha aprobado un plan conjunto para efectuar trabajos de rehabilitación tanto en el interior como en el exterior de la iglesia. En primer lugar se quiere actuar sobre las humedades aparecidas en la cara norte del edificio, siendo la zona más afectada la capilla de la Vera Cruz.

## Arquitectura

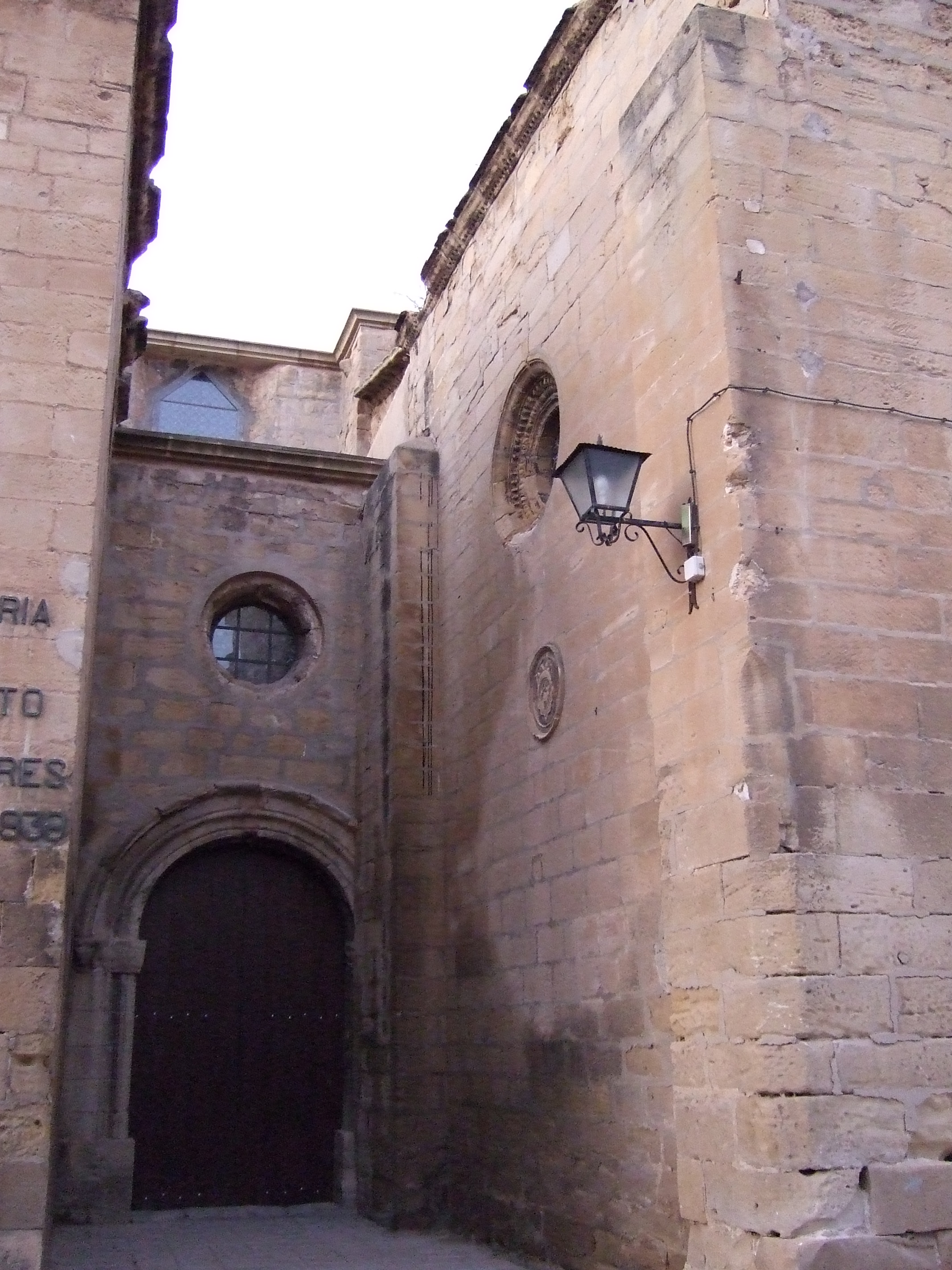
Portada lateral derecha

Construida en piedra sillar, la colegiata de Santa María la Mayor es uno de los ejemplos más notables del gótico purista en Aragón, todavía influido por el estilo cisterciense.
El templo primitivo presentaba paralelismos con la iglesia del monasterio de Nuestra Señora de Rueda, a la que se asemeja en cuanto a sencillez compositiva.
Dicho templo constaba de tres naves divididas en cinco tramos, la central y cuatro las laterales; el tramo inicial de la nave central no se corresponde con las laterales por alojarse la torre en el lado norte.
Las tres naves se cubrían con bóvedas de crucería sencilla, quedando separadas por pilares cuadrangulares de cuyas esquinas arrancan los nervios de las bóvedas. La cabecera, de testero recto, constaba de tres capillas en correspondencia con cada una de las naves.
La primera ampliación de la iglesia consistió en la destrucción de las tres capillas anteriores, añadiendo un tramo más que funcionaba como crucero acusado en planta, de mayor anchura que el resto de los tramos, construyéndose de nuevo tres capillas rectas que constituían la nueva cabecera del templo.
La torre es muy posterior, pues se reedificó tras la destrucción de la antigua en 1838. De gran altura y estilo neoclásico, es cuadrada, con las aristas achaflanadas en el cuerpo superior.
Al interior se accede a través de tres portadas, siendo la principal su portada occidental, realizada en 1412, con una abundante decoración en comparación con el sobrio interior. La portada está abocinada con arquivoltas apuntadas con capiteles decorados escultóricamente. Las jambas también poseían esculturas adosadas, pero se perdieron durante la Guerra Civil, al igual que el parteluz.

## Interior del templo

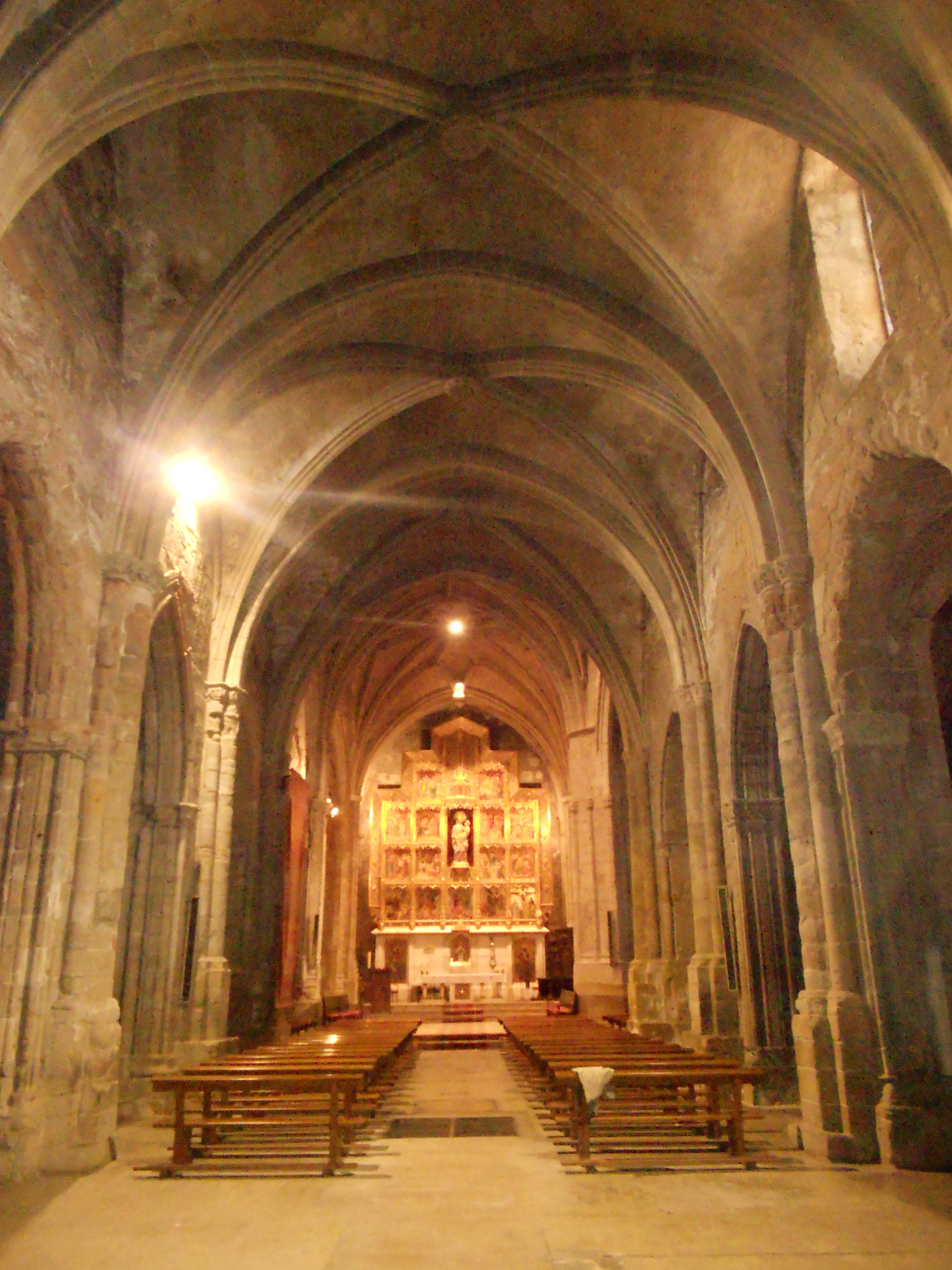
Interior

La nave central de la colegiata, la más ancha y alta, está cubierta por bóveda de crucería simple que descarga sobre semicolumnas adosadas a gruesos pilares cuadrangulares. De hecho, todas las bóvedas del templo son de crucería sencilla, excepto las dos centrales del crucero, que son estrelladas, así como las de cuatro capillas laterales, con relieves góticos y platerescos. La capilla que contenía la tumba del maestre se singulariza por su bóveda de medio cañón, con yeserías de un tardío mudéjar.
El retablo del Altar Mayor, si bien es de 1944, imita fielmente el estilo del retablo original del siglo XV arrasado durante el incendio de la Guerra Civil. Consta de quince tablas que representan los misterios del Rosario. En el centro del mismo se sitúa la Virgen de la Asunción, rodeada de un guardapolvo. Esta pieza se construyó en los talleres de los hermanos Albareda en Zaragoza.

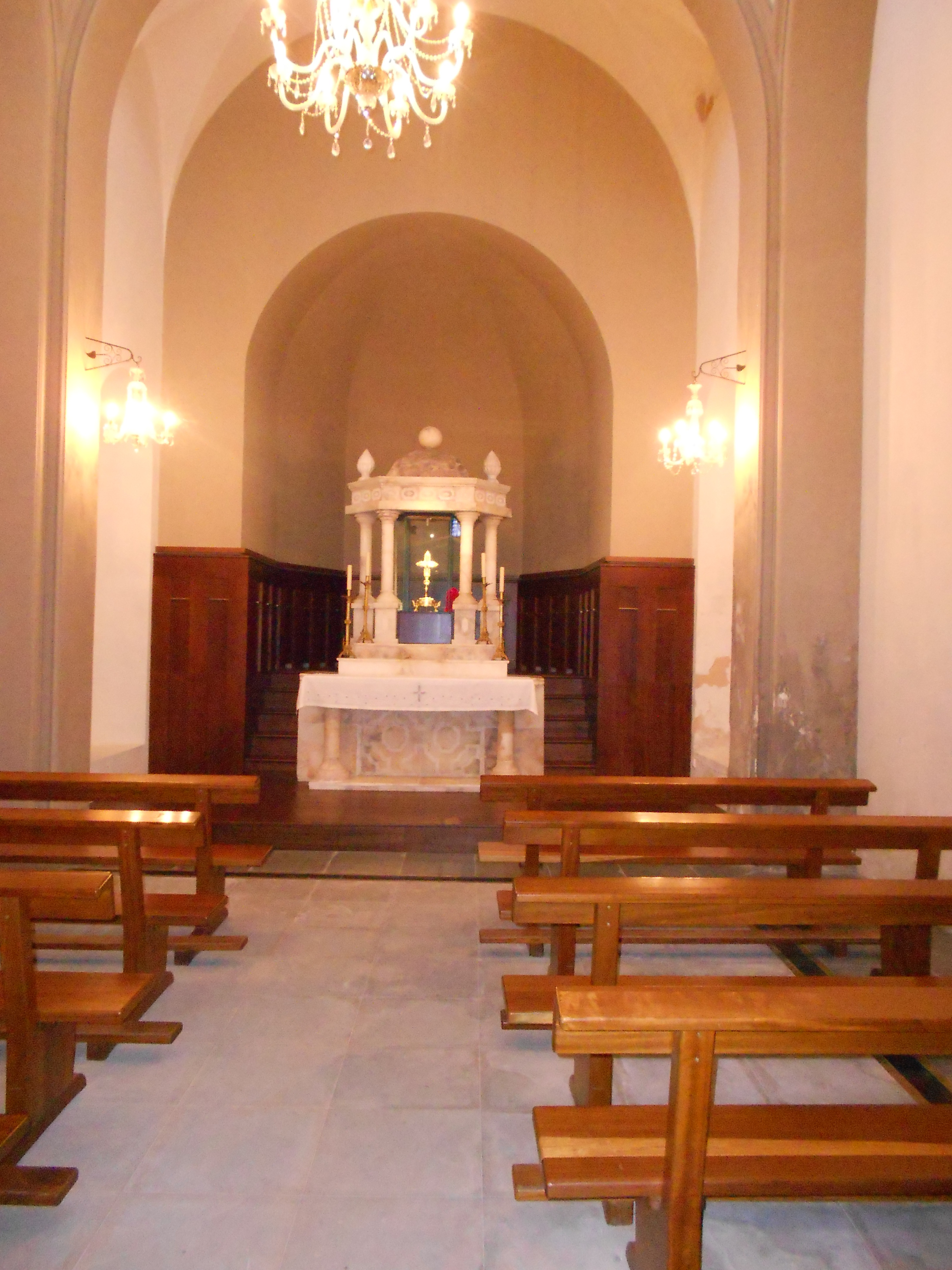
Capilla de la Vera Cruz

Otro elemento perdido durante el incendio, el órgano, fue recuperado tras construirse una pieza instrumental similar a la que tenía la colegiata. Para diseñar este instrumento clásico, que cuenta con 56 teclas y 824 tubos, se recurrió al catedrático de órganos del Conservatorio de Zaragoza, José Luis González Uriol, siendo fabricado en el taller del experto Carlos Álvarez de Teruel. Es un órgano barroco, muy parecido a los que había en Aragón en el siglo XVIII.
La colegiata alberga en su interior la Vera Cruz de Caspe, una de las reliquias más importantes de la cristiandad.
Traída a Caspe por Juan Fernández de Heredia, estuvo primero en el convento anexo hasta que posteriormente fue trasladada a la colegiata. Allí permaneció hasta 1936, fecha en la que un vecino de la localidad la trasladó junto al Cáliz del Compromiso a un lugar desconocido para que no fuese expoliada durante la guerra. Acabada la contienda, la reliquia fue devuelta a la colegiata y, tras la finalización de las obras de acondicionamiento de la capilla de la Vera Cruz, vuelve a ser expuesta al público.